# Joseph Severn

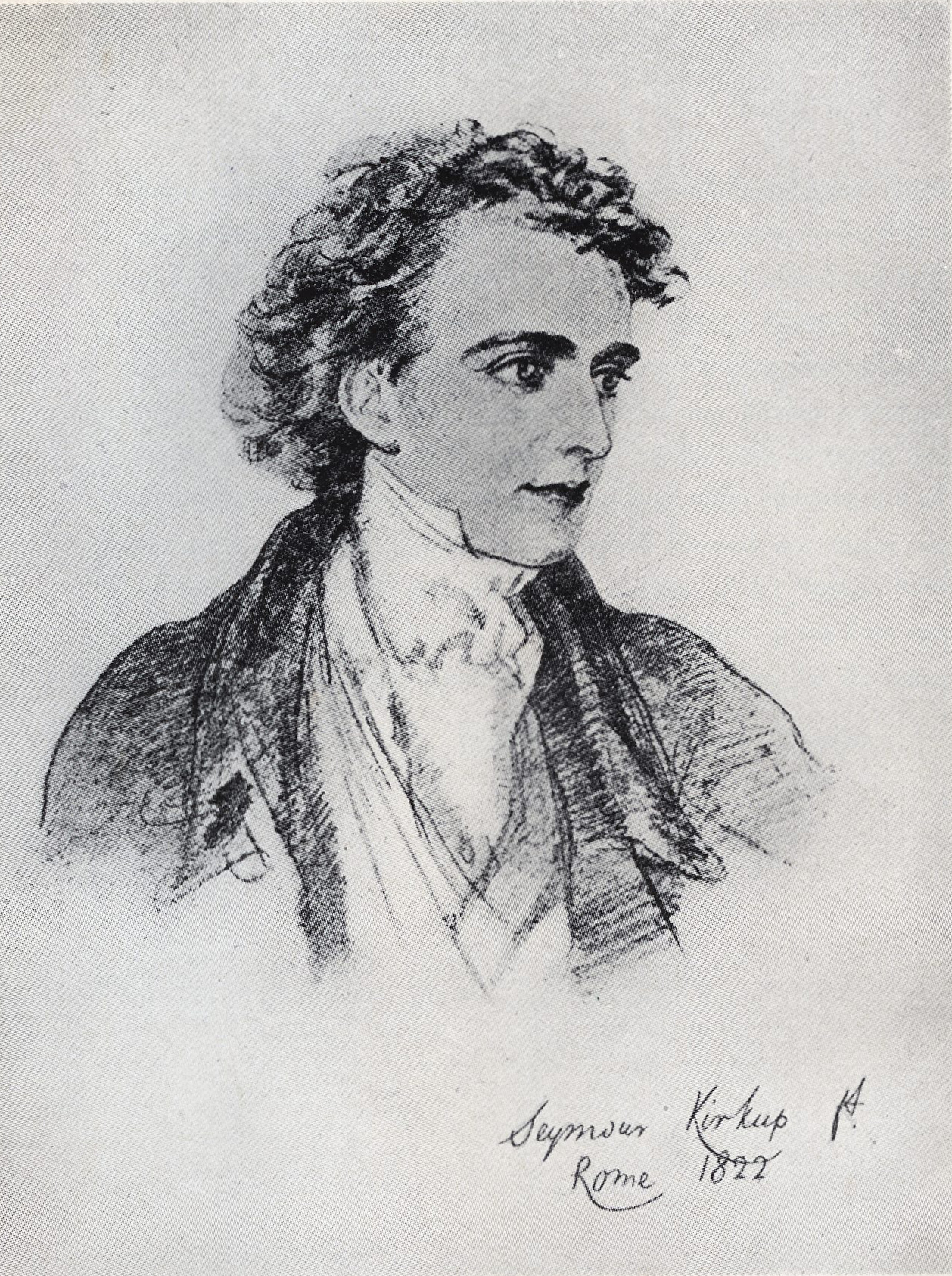
Joseph Severn, gemalt von seinem Freund Seymour Kirkup, 1822

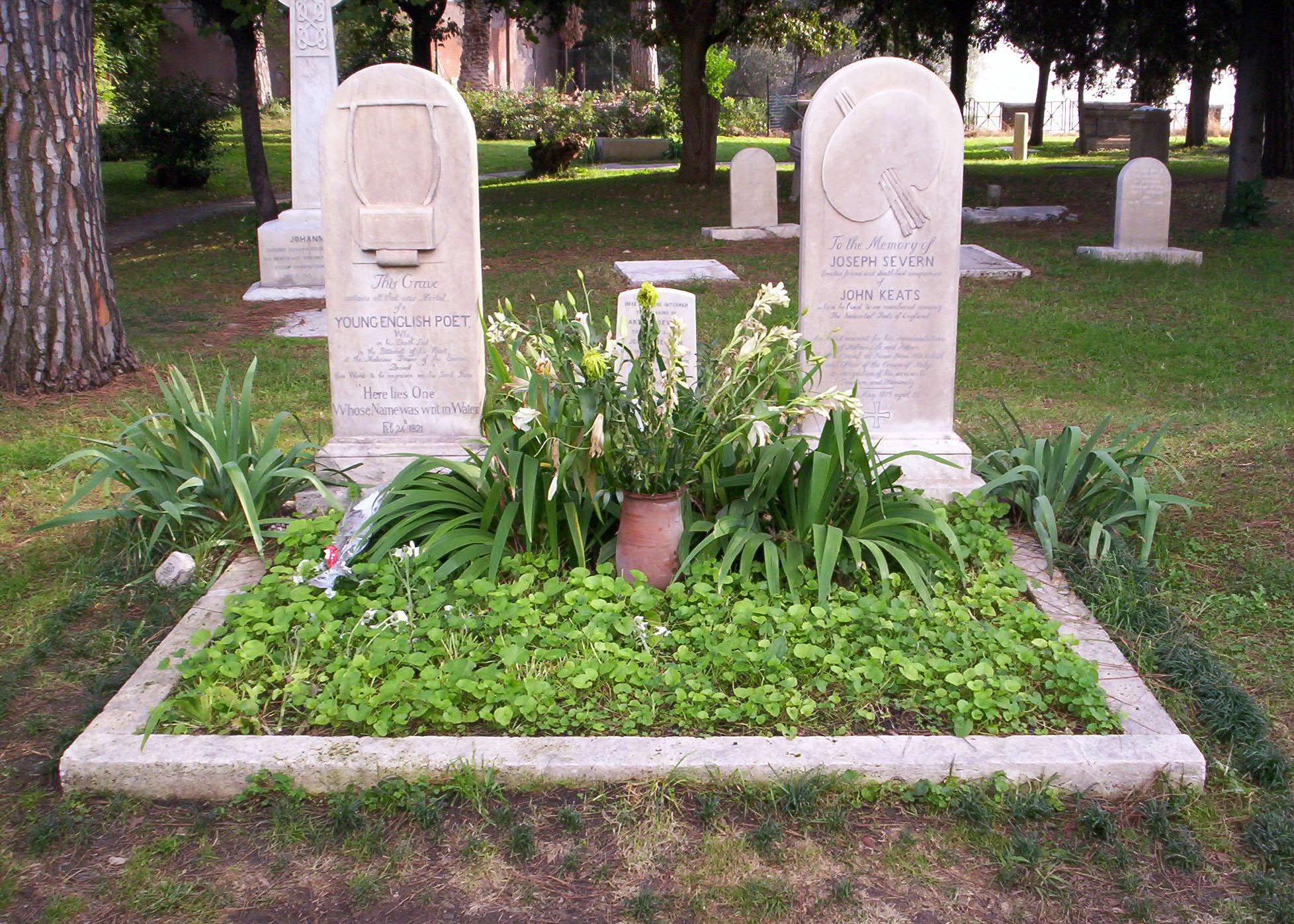
Severns Grab (rechter Grabstein), daneben das Grab seines Freundes John Keats

Joseph Severn (* 7. Dezember 1793 in London; † 3. August 1879 in Rom) war ein englischer Maler.
In seinen frühen Wirkungsjahren malte er hauptsächlich Porträts. Nach seinem Studium an der Royal Academy of Arts stellte er 1819 sein erstes Ölgemälde, Hermia and Helena (ein Motiv aus Shakespeares Theaterstück Ein Sommernachtstraum) in der Ausstellung der Royal Academy  aus. 1820 erhielt er einen Preis und ein dreijähriges Reisestipendium für sein Werk Una and the Red Cross Knight in the Cave of Despair. Daraufhin reiste er mit seinem Freund John Keats nach Rom und pflegte ihn dort bis zu dessen Tod im Jahr 1821. 1833 wählte ihn die National Academy of Design in New York zum Ehrenmitglied (Honorary NA). 
1861 wurde Severn zum britischen Konsul in Rom ernannt, er übte dieses Amt bis 1872 aus. 
Sein bedeutendstes Werk ist Spectre Ship. Weitere Werke sind Cordelia Watching by the Bed of Lear, The Roman Beggar, Ariel, The Fountain und Rienzi. Außerdem schuf er ein Altarbild für die St.-Paul-Kirche in Rom, viele Porträts, darunter eines von Robert Wilhelm Bunsen und mehrere von Keats. Joseph Severn starb in Rom und wurde auf dem Protestantischen Friedhof in Rom neben John Keats begraben.